# Jean Philippe Cretton
Jean Philippe Cretton (Victoria, 21 de enero de 1985) es un periodista, presentador de televisión y músico chileno.
Comenzó como reportero en terreno del programa Caiga quien caiga (2007). Luego, fue coanimador del programa juvenil Calle 7 de Televisión Nacional de Chile, hasta agosto de 2010, y su presentador titular desde octubre del mismo año hasta 2013. Posteriormente fue presentador del estelar nocturno Mentiras verdaderas, transmitido por La Red. Durante 2016 tuvo un breve paso por Canal 13, y desde 2017 forma parte de Chilevisión. Es además, compositor, letrista e intérprete en su proyecto solista “Crettino” que comenzó en 2018.

## Biografía
Nació el 21 de enero de 1985 en Victoria, donde pasó buena parte de su infancia. Años más tarde, en 1998, emigra a Santiago de Chile por traslado laboral de su padre, iniciando sus estudios y egresando del Colegio Calasanz en Ñuñoa. Aunque su intención era ser músico, finalmente estudió periodismo en la Universidad Andrés Bello (UNAB), de donde se graduó.

## Carrera televisiva
A fines de 2006 Jean Philippe Cretton se presentó a un casting para ser reportero del programa Caiga quien caiga, resultando ganador y debutando oficialmente en la temporada 2007. Se mantuvo en ese rol por dos años.
En febrero de 2009 se integró al programa juvenil Calle 7 de Televisión Nacional de Chile, donde presentaba concursos para los televidentes, y también asumió la conducción de Calle 7 Online (transmisión vía Internet del programa). Luego se convirtió en copresentador del espacio junto con Martín Cárcamo, durante un año (hasta agosto de 2010), cuando decidió retirarse por motivos profesionales.[cita requerida] No obstante, se reintegró como presentador principal del programa a partir del 26 de octubre del mismo año, tras la salida de Cárcamo de TVN. Esta experiencia lo hizo acreedor del premio TV Grama como «Mejor animador juvenil» en 2010. 
Cretton trabajó en el programa especial de TVN Fuerza Chile, creado luego del terremoto del 27 de febrero de 2010, donde ejerció como notero y corresponsal en las regiones del Maule y Bíobío. En septiembre de 2010 inició su participación como panelista en el estelar Abre los ojos, vinculado a la quinta temporada del reality Pelotón, que conducía Karen Doggenweiler, y donde se entrevistaba al concursante eliminado de la semana. El programa finalizó en diciembre de ese año.[cita requerida] En noviembre de ese año renovó contrato por tres años con TVN.
En enero de 2013 firmó contrato por dos años con La Red para conducir el estelar nocturno Mentiras verdaderas, tras la salida de Eduardo Fuentes. En este programa llamó la atención por su versatilidad en la conducción, destacando un ciclo conmemorativo de los «40 años del Golpe Militar» en el que entrevistó a protagonistas de la dictadura ejercida por Augusto Pinochet. Pese a la buena evaluación, su contrato no fue renovado tras un lío entre el canal y su manager.
Además, desde agosto desde 2013 hasta diciembre de 2015 fue conductor de la radio Rock and Pop con el programa Radar Rock & Pop, emitido de lunes a viernes a las 18 horas.
En mayo de 2015 se incorporó a Canal 13, para realizar un proyecto que no salió al aire. Finalmente, se le vio en La movida del festival y los programas de viajes Expedición Chile y Semplicemente pizza. Sin embargo, la falta de proyectos llevó a su renuncia en enero de 2017.[cita requerida]
Semanas después se integró a Chilevisión, teniendo su debut como presentador de Imparables, programa de baile protagonizado por el dúo Power Peralta. En Chilevisión, condujo el regreso de CQC y el programa cultural de entrevistas Mi rincón. Además, se hizo cargo de los reemplazos en la conducción central de La mañana de Chilevisión.
En 2018 asumió el programa de conversación nocturno La noche es nuestra, junto a Pamela Díaz y Felipe Vidal. Al año siguiente, los tres conductores fueron trasladados al horario matinal con Viva la pipol, junto a la actriz Gabriela Hernández.  
En 2020 conanimó Yo soy junto a Millaray Viera.
En 2022 asumió la conducción de la cuarta temporada de PH, podemos hablar.
El 23 de enero de 2024, anunció que no renovó contrato con Chilevisión.
Desde 2024 anima el programa de talentos Mi Nombre Es... de TVN. 

## Carrera musical
Cretton fue vocalista y guitarrista de las banda de rock Siberia (2003-2013), que grabó dos discos de estudio, y Rey Puesto, creada en 2013 y que ha publicado dos discos, Música Maestro y El Retorno. En 2015 Rey Puesto estuvo nominado en los premios Pulsar en las categorías: "Artista Revelación" y "Mejor disco del año". En abril de 2017, la banda se presentó en el festival Lollapalooza Chile.
Tiene un proyecto solista bajo el nombre artístico «Crettino». En 2018 debutó con el disco 33, y al año siguiente lanzó el EP Estamos Unidos y el álbum El pájaro rompe el cascarón.

## Filmografía

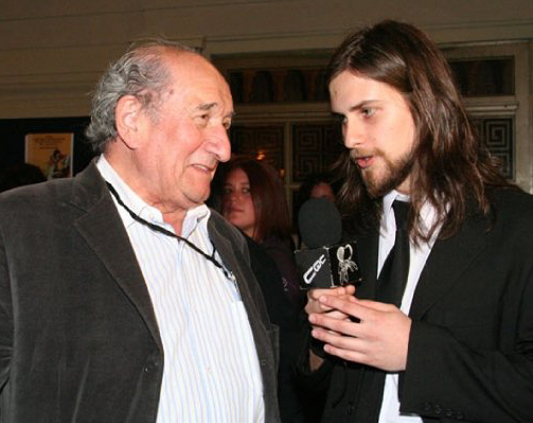
Cretton como notero de C.Q.C entrevistando al actor Luis Alarcón (2009).

### Programas de televisión
| Año       | Programa             | Rol                       | Cadena      |
| --------- | -------------------- | ------------------------- | ----------- |
| 2007-2008 | CQC                  | Notero                    | Mega        |
| 2009-2013 | Calle 7              | Presentador               | TVN         |
| 2010      | Abre los ojos        | Panelista                 | TVN         |
| 2012      | El mejor de Chile    | Presentador (backstage)   | TVN         |
| 2013      | Así somos            | Panelista                 | La Red      |
| 2013      | Mañaneros            | Panelista                 | La Red      |
| 2013-2015 | Mentiras verdaderas  | Presentador               | La Red      |
| 2015      | The Voice Chile      | Presentador (Social Room) | Canal 13    |
| 2016      | Expedición Chile     | Presentador               | Canal 13    |
| 2016      | La movida            | Presentador               | Canal 13    |
| 2016      | Semplicemente Pizza  | Presentador               | Canal 13    |
| 2017      | Imparables           | Presentador               | Chilevisión |
| 2017      | CQC                  | Presentador               | Chilevisión |
| 2017      | Mi rincón            | Presentador               | Chilevisión |
| 2018-2019 | La noche es nuestra  | Presentador               | Chilevisión |
| 2019      | Viva la pipol        | Presentador               | Chilevisión |
| 2019      | Tu vida, tu historia | Presentador               | Chilevisión |
| 2020-2022 | Yo soy               | Coanimador/Juez           | Chilevisión |
| 2022-2023 | PH, podemos hablar   | Presentador               | Chilevisión |
| 2024-2025 | Mi nombre es...      | Presentador               | TVN         |

### Participaciones especiales y misceláneas
| Año  | Programa                     | Rol                       |
| ---- | ---------------------------- | ------------------------- |
| 2004 | Hippie                       | James (1 episodio)        |
| 2011 | Un minuto para ganar         | Invitado (concursante)    |
| 2011 | Inútiles y subversivos       | Invitado                  |
| 2012 | V Festival Verano de Iquique | Conductor (backstage)     |
| 2012 | Buenos días a todos          | Conductor (reemplazante)  |
| 2012 | Conecta2                     | Conductor (reemplazante)  |
| 2012 | Pobre rico                   | Él mismo                  |
| 2015 | Vértigo                      | Invitado (ganador)        |
| 2015 | Ridículos Chile              | Invitado                  |
| 2015 | Bienvenidos                  | Conductor (reemplazante)  |
| 2017 | La divina comida             | Participante anfitrión    |
| 2018 | Pasapalabra                  | Participante Invitado     |
| 2021 | ¿Quién es la máscara?        | Participante como La Rata |

## Premios
- TV Grama a «Mejor animador juvenil» (2010).
- TV Grama a «Revelación televisiva».
- Fotech-Terra al «Mejor animador» «Revelación televisiva» y «Mejor programa».
- Premio Apes al «mejor animador» (2014)